# Juan José de la Bárcena
Juan José de la Bárcena fue un militar español, maestre de campo de los ejércitos reales bajo el reinado de Carlos II (El Hechizado). Fue gobernador y capitán general de Yucatán, en el virreinato de la Nueva España, de 1688 a 1693.

## Datos históricos
Fue nombrado gobernador de Yucatán por su reputación militar y habida cuenta de la situación de acoso constante que vivía la península de Yucatán por parte de los bucaneros ingleses que asolaban los litorales. La provincia requería por tanto, en buena medida, de un liderazgo que tuviera una sólida preparación militar y capacidad estratégica. Juan José de la Bárcena llegó a Yucatán en el verano de 1688 con una compañía de caballería y cien hombres de infantería.
Se dedicó inmediatamente a enfrentar los saqueos y ataques de los piratas. Se concentró particularmente en el puerto de San Francisco de Campeche dedicando gran esfuerzo a la construcción de la muralla y a entrenar los cuerpos de defensa de la ciudad. También organizó la defensa de la ciudad de Mérida, la de Valladolid y la de Salamanca (hoy Chetumal).
Para subsanar parcialmente los gastos e inversiones que hizo en la península estableció un impuesto a todas las exportaciones de sal (4 reales por cada fanega que saliera de Yucatán), impuesto que fue cuestionado y por el que, el propio virrey de la Nueva España Gaspar de la Cerda y Mendoza, escribió al monarca de España para que este lo autorizara, cosa que ocurrió.
Gracias a estos esfuerzos que permitieron avanzar en los trabajos de la muralla de Campeche, en junio de 1692 se logró disuadir a un corsario inglés que ancló a la vista de la bahía de Campeche dispuesto a atacar la plaza con siete naves pertrechadas que finalmente desistieron de su intento.
En el ramo administrativo, el gobernador de la Bárcena implantó una real provisión que obligó a partir de entonces a los alcaldes a dar aviso al gobernador antes de ejecutar cualquier sentencia de pena corporal que hubieran decretado. Esto, con el propósito de evitar los abusos de autoridad por parte de las autoridades secundarias de la provincia. En octubre de 1692 se vivió en Yucatán el efecto de un huracán devastador que, junto con una plaga de langostas que se presentó poco después, causó, por las pérdidas de las cosechas agrícolas, una hambruna generalizada que diezmó la población de la región.
Juan José de la Bárcena fue sustituido en el gobierno el 20 de agosto de 1693 por Roque de Soberanis y Centeno.